# Junzō Sakakura
Junzō Sakakura (坂倉 準三, Sakakura Junzō), né le 29 mai 1901, décédé le 1er septembre 1969, est un architecte japonais et ancien président de l'association architecturale du Japon.
Après l'obtention de son diplôme universitaire, il travaille dans le studio de Le Corbusier à Paris, chez lequel il s'élève au poste de chef de studio pendant son séjour de sept ans.
Il fonde son propre cabinet à son retour au Japon et devient un membre important du mouvement moderniste. En 1959, il collabore avec Le Corbusier sur le projet du musée national de l'art occidental à Tokyo.

## Jeunesse
Junzō Sakakura naît dans la ville de Hashima-gun, dans la préfecture de Gifu. En 1923 il entre au département d'histoire de l'art de l'Université impériale de Tokyo dont il sort diplômé en 1927.

### L'atelier de Le Corbusier
Sakakura se rend en France afin d'intégrer l'atelier de Le Corbusier en 1930, presque au moment du retour de Kunio Maekawa de Paris au Japon. Il quitte le Japon à un moment opportun alors que l'économie est en récession avec une augmentation en flèche de la violence politique.
À la demande de Le Corbusier, Sakakura s'inscrit à un cours de construction architecturale à l'université pendant six mois avant de commencer son apprentissage. Tous les jours, Le Corbusier arrive à l'atelier et s'entretient des projets en cours avec les élèves architectes. Il s'assied avec eux et fait des croquis de ses pensées. Comme il est fait de plus en plus confiance à Sakakura au bureau, il accède le premier au poste d'architecte employé puis chef du studio. Les étudiants viennent lui demander conseil lorsque Le Corbusier est absent.
Parmi les projets en cours dans le bureau qui peuvent avoir influencé Sakakura plus tard dans sa carrière figurent la Villa Savoye et le pavillon suisse[réf. souhaitée].

## Exposition universelle de Paris, 1937
En 1936, Kishida Hideto (1899–1966), professeur à l'Université de Tokyo est chargé de l'organisation d'un concours d'entrée limité pour la conception du pavillon japonais à l'Exposition universelle de 1937. Bien que le projet de Kunio Maekawa semble être d'abord reçu favorablement, il est finalement rejeté comme étant trop moderniste et c'est la conception traditionaliste de Maeda Kenjiro qui est choisie à sa place. Cependant, le gouvernement français insiste pour que le projet soit achevé avec de la main d’œuvre et des matériaux français, Sakakura reçoit finalement la commande car il vient de rentrer au Japon (du bureau de Le Corbusier).
Sakakura revient en France pour superviser le projet, mais les conditions inattendues du site le contraignent à changer la conception et il demande son avis à Le Corbusier. Le bâtiment qui comprend une boîte à parois grise sur un piloti noir avec un plan de forme libre et une rampe d'accès reçoit le « Grand Prix » de l'Exposition.
Issu d'un milieu littéraire, Sakakura est en quelque sorte entravé par les aspects technologiques de ses aspirations. Bien qu'il s'enferme dans un hôtel parisien pour achever les travaux sur le pavillon, plus tard dans sa vie, il favorise le style du bureau du Corbusier, confie ses projets à d'autres architectes du cabinet.

## Réalisations notables

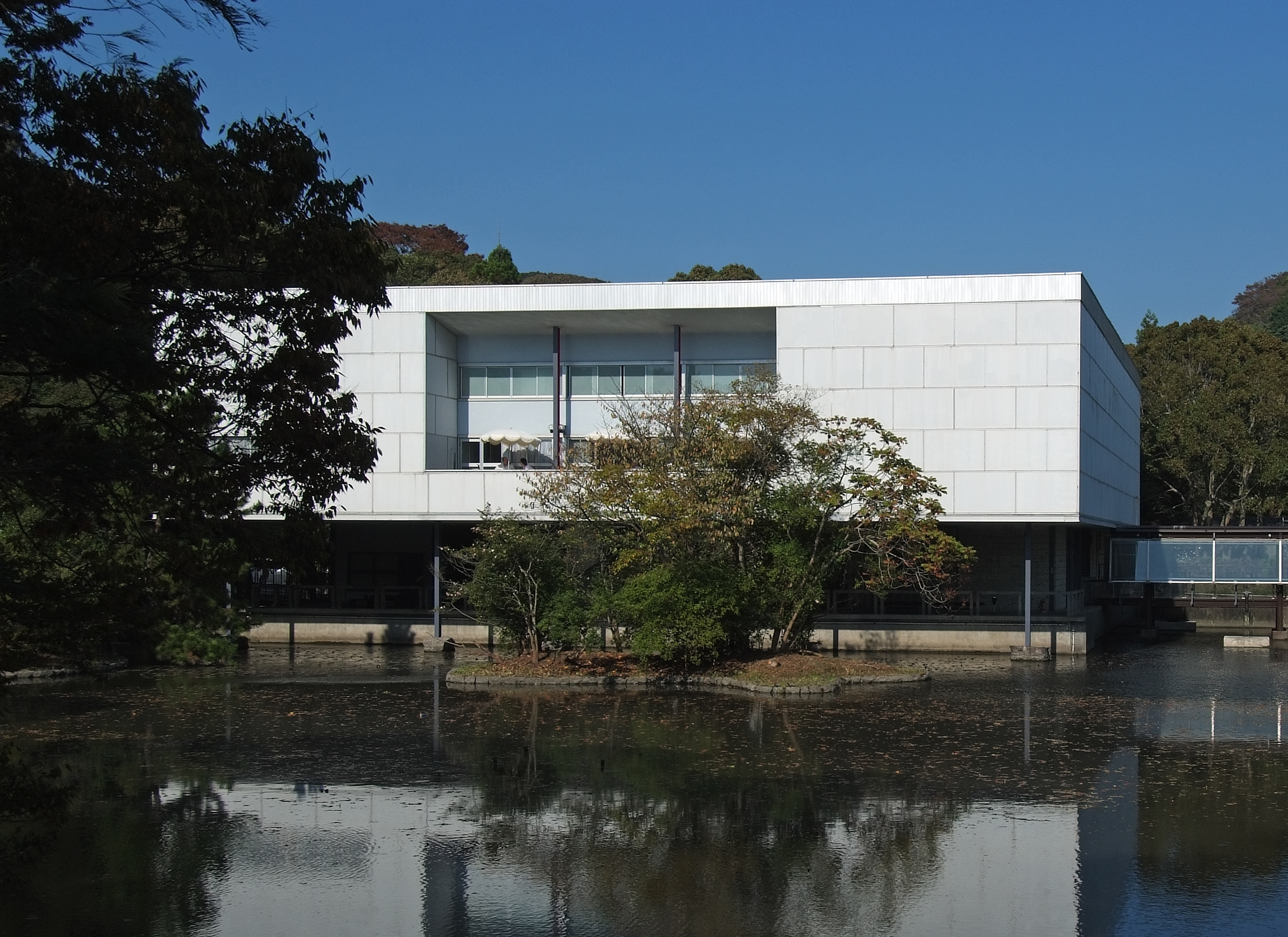
Musée d'art moderne de Kamakura, 1951
Sakakura remporte un concours d'accès limité pour la conception du Musée d'art moderne dans l'enceinte du Tsurugaoka Hachiman à Kamakura. Le bâtiment comprend un étage avec une boîte blanche contenant les espaces d'exposition supportés par de minces pilotis en acier rouge et vert. Le rez-de-chaussée qui donne sur le lac est construit avec de la pierre d'Ōya.

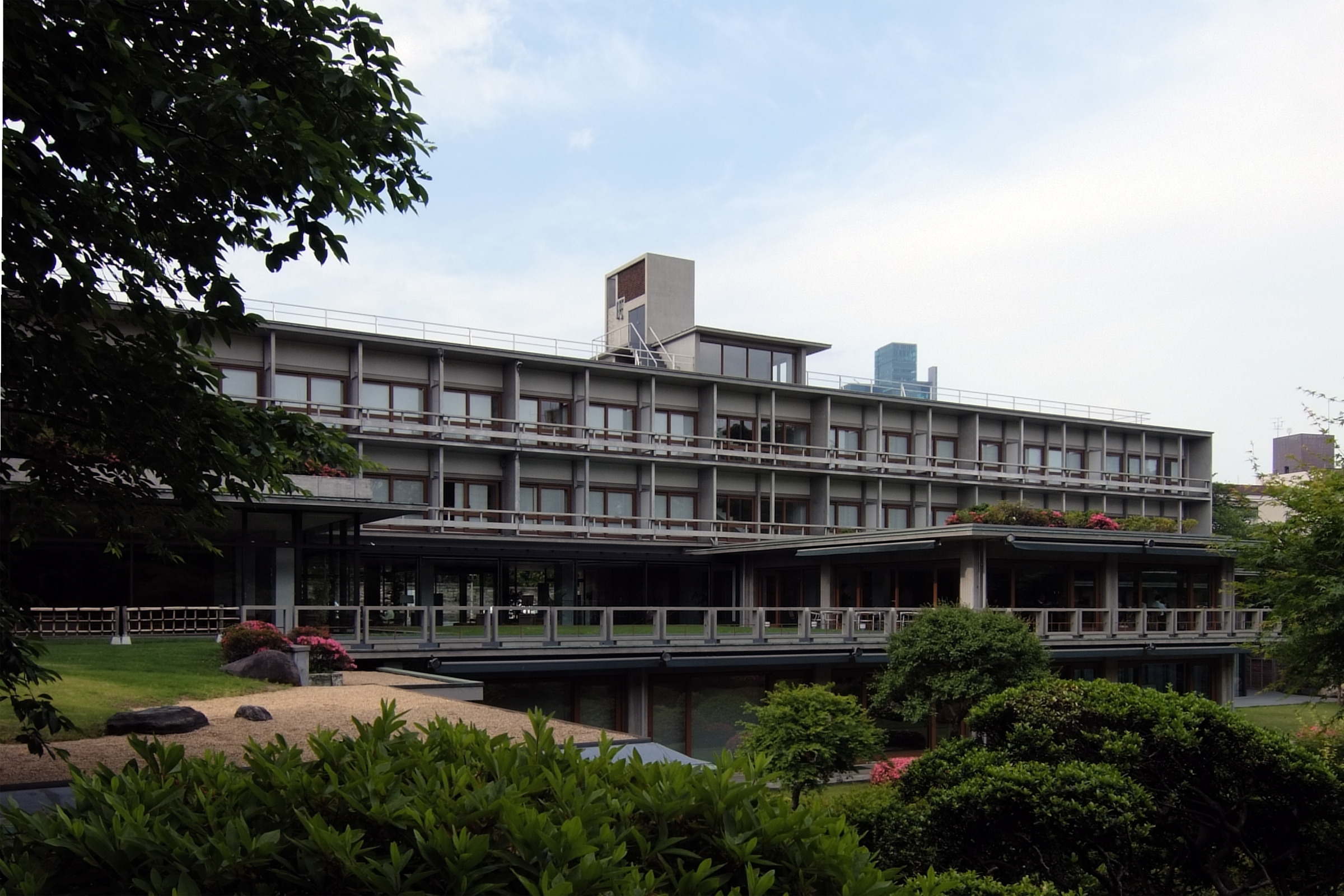
Maison internationale du Japon, Tokyo, 1955
Sakakura collabore avec son ami Kunio Maekawa et Junzō Yoshimura à la conception de ce bâtiment d'échange culturel situé à Roppongi (六本木), district de l'arrondissement de Minato de la ville de Tokyo. Il est principalement constitué de béton armé in-situ, avec les parties communes de l'immeuble couvertes de pierres d'Ōya. Le bâtiment remporte le prix annuel du design décerné par le Nihon Kenchiku Gakkai.
Musée national de l'art occidental, Tokyo, 1959

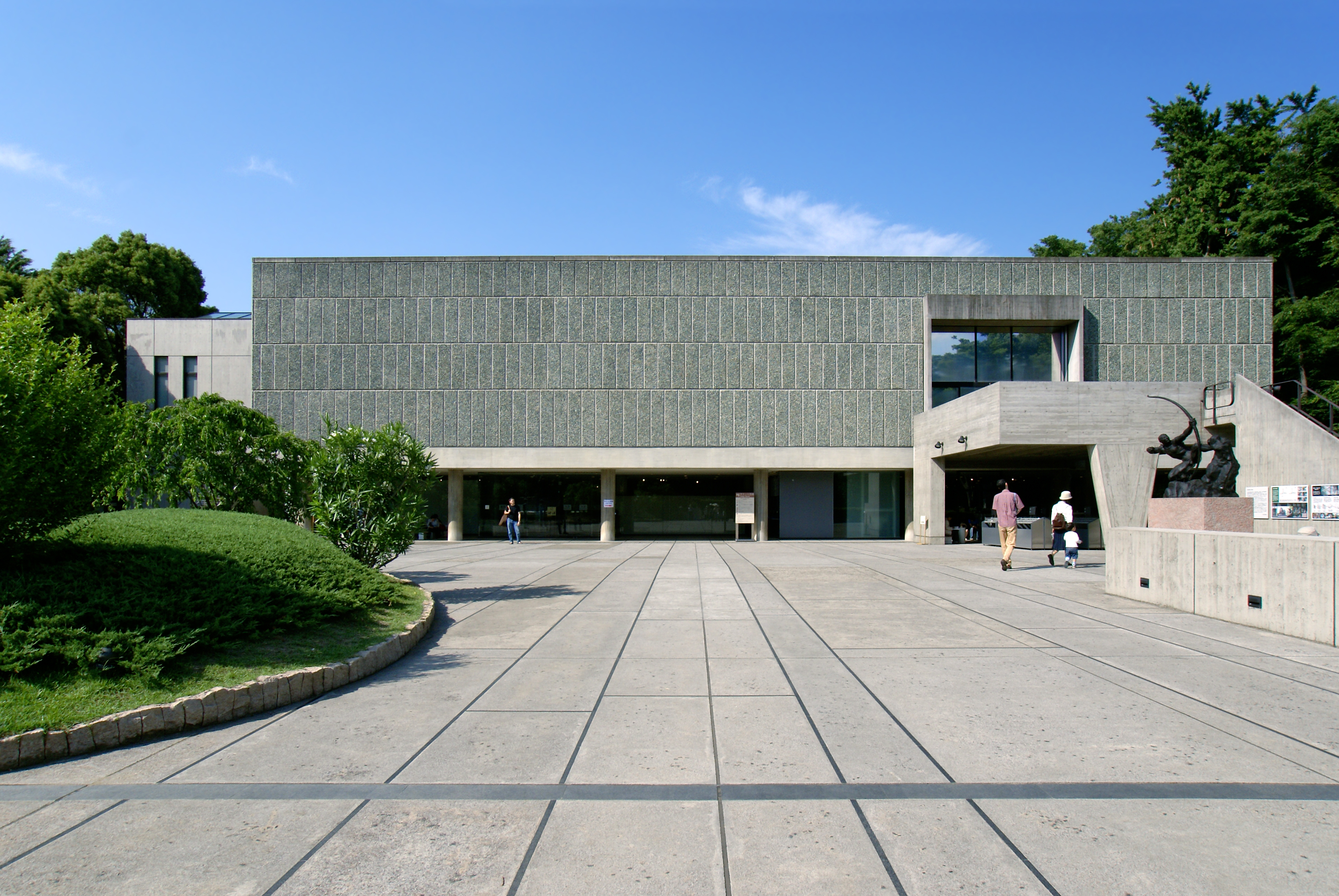
Musée national d'art occidental, Tokyo, 1959, conçu par Le Corbusier

L'unique bâtiment construit par Le Corbusier au Japon est le musée national de l'art occidental à Tokyo. Les trois apprentis japonais de Le Corbusier, Kunio Maekawa, Junzō Sakakura lui-même et Takamasa Yoshizaka, sont responsables de la mise en œuvre des plans et de la supervision de la construction. Le principe consistant à employer des architectes dits « locaux » pour mettre en œuvre ses conceptions est une telle réussite ici que Le Corbusier insiste pour que cela soit fait pour le Carpenter Center for the Visual Arts à Harvard.

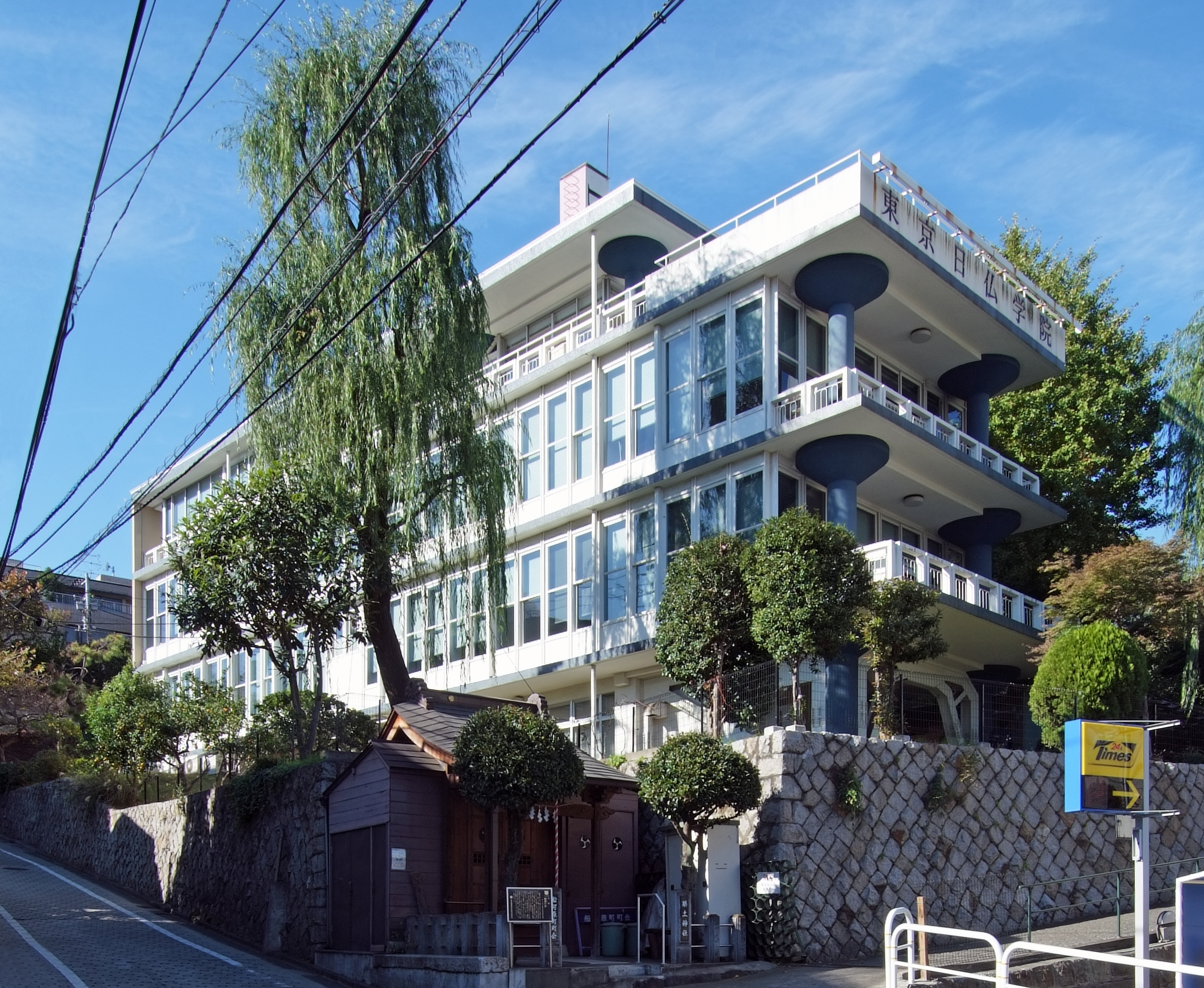
Institut franco-japonais (1951)

Plaza Ouest de la gare de Shinjuku, Tokyo, 1967
Un des plus grands projets d'aménagement urbain qu'il entreprend est une place urbaine à un étage comprenant le terminal de bus. Deux énormes rampes au centre permettent l'accès des taxis à partir du sol jusqu'à la sortie ouest de la gare de Shinjuku.

## Postérité
Le magazine japonais de design Casa Brutus le nomme l'un des maîtres modernes du Japon dans un numéro spécial et le musée d'art moderne de Kamakura organise une rétrospective de l'œuvre de Sakakura de mai à septembre 2009.
« Dans le cadre du mouvement architectural moderne, si Sakakura ne se classe pas avec les figures imposants de Mies, Wright et Le Corbusier, il est certainement sur un pied d'égalité avec des hommes tels que Alvar Aalto en Finlande »
(Ryūichi Hamaguchi, décembre 1969 In Grief - Over the Loss of Junzo Sakakura - Japan Architect)

## Quelques réalisations
- 1937 : Pavillon japonais à l'exposition de Paris (1937)
- 1951 : Musée d'art moderne de Kamakura
- 1955 : Maison internationale du Japon, Tokyo
- 1959 : Hôtel de ville de Hashima, préfecture de Gifu
- 1959 : Centre de la soie, Yokohama
- 1962 : Hôtel de ville de Kure et auditorium municipal
- 1964 : Hôtel de ville de Hiraoka
- 1966 : Plaza Ouest de la gare de Shinjuku et parc de stationnement souterrain, Tokyo

## Source de la traduction
- (en) Cet article est partiellement ou en totalité issu de l’article de Wikipédia en anglais intitulé « Junzo Sakakura » (voir la liste des auteurs).